# Bourem
Bourem è un comune urbano del Mali, capoluogo del circondario omonimo, nella regione di Gao.